# Catedral basílica de San Jacinto (Yaguachi Nuevo)
La Catedral de Yaguachi oficialmente Santuario Basílica Catedral de San Jacinto de Yaguachi es una catedral ecuatoriana que se encuentra ubicada en la calle Calderón 505 y Lorenzo de Caraycoa de Yaguachi en Ecuador.

## Historia

### Antecedentes
Su historia se remonta a 1579 cuando tuvo la aparición de San Jacinto de Yaguachi, según se cuenta en la historia de Dionicio Alcedo Herrera, (padre del famoso científico Antonio de Alcedo) y quien fuera Presidente de la Real Audiencia de Quito, solicitaría la creación de la historia de esta región Jacinto Morán de Butrón. Ahí se registraría en 1583 la existencia de un lienzo extraño que llamó la atención a los habitantes de la zona. Se cree que un maderero navegaba por el Río Yaguachi y vio un lienzo sobre un árbol de Pechiche que estaba cerca de donde ahora se encuentra la Catedral. Esta tela tenía en pintura a San Jacinto y según cuenta la creencia popular, esta tela solía desaparecerse y después aparecer colgada de un árbol. Esta había sido traída por un maderero que había vivido varios años en Polonia. Por otro lado el culto al árbol puede tener relación con la etimología de Yaguachi que en lengua tsafiqui y demás familias barbacoanas significa casa del árbol grande: ya (casa), gua (grande), chi (árbol). Era común en las culturas tradicionales el culto a árboles sagrados como fueran el palo santo, el achiote, el caucho, el quishuar, el huito, etc. En Yaguachi se asentaron varias familias de la cultura milagro quevedo como fueron Alonche, Mopenitos, Belin, Chaday, Ñausa, Payo y Yaguachicono. Todos estaban en la subcuenca del río Yaguachi y sus afluentes. Por todas estas razones la evangelización en Yaguachi era importante lo que motivaría el impulso de una advocación religiosa. Aquí se crearía la encomienda de San Antonio de Padúa de Yaguachi. En esta época el culto a san Jacinto estaba cobrando popularidad puesto que sería betificado en 1527 y canonizado en 1597.
Sin embargo la construcción de la catedral actual tardaría más años y el pueblo sufriría el azote de varios incendios. En concreto, en 1757, la Iglesia de San Antonio de Padua se incendió.

### Iglesia
El  9 de marzo de 1841, Yaguachi Viejo sufrió un gran incendio. Tres años más tarde, con la reconstrucción del pueblo iniciaría la construcción de la primera Iglesia de San Jacinto de Yaguachi.Ahí empezaría la construcción de una ermita en honor a San Jacinto. Se conoce que Jacinto de Cracovia presenciaría un milagro de Santo Domingo de Guzmán, por lo que se uniría a la orden dominica. Es relevante mencionar que la primera iglesia de Guayaquil es precisamente la de Santo Domingo de Guzmán. Y serían los dominicos quienes en 1579 llegarían desde Europa a Guayaquil. Estarían encargados de evangelizar tanto a Guayaquil como a las ciudades cercanas, lo que incluía Yaguachi. De esta manera empezaría a difundirse el culto a San Jacinto.
En 1874, se construye la segunda Iglesia de San Jacinto de Yaguachi y finalmente en 1956, se construye la actual Iglesia de San Jacinto de Yaguachi.  Por último en 1977, se le da el título de parroquia.

### Basílica
Tiene la distinción de Basílica Menor desde el 18 de junio de 1980. Fue el papa Juan Pablo II, quien obsequió a la entonces Basílica un relicario conteniendo unas reliquias del Santo, consistentes en partículas desprendidas del cráneo de San Jacinto, provenientes de la Basílica de la Santísima Trinidad en Cracovia, Polonia. Estas reliquias llegaron el 17 de diciembre de 1981 y reposan desde el 8 de agosto de 1982 en un artístico sarcófago ante el altar de San Jacinto en la actual Catedral.

### Catedral
El 4 de noviembre de 2009, fue erigida la diócesis de San Jacinto de Yaguachi, de la cual fue elegida para ser la Catedral. El 27 de febrero de 2010, durante la ceremonia de toma de posesión del primer obispo, fue inaugurada como Catedral. La Iglesia sigue el rito romano y es la sede de la diócesis de San Jacinto.Esta bajo la responsabilidad pastoral del obispo, Aníbal Nieto OCD Y también del párroco, P. Daniel Magallanes.